# Каннаваро, Паоло
Па́оло Каннава́ро (итал. Paolo Cannavaro; род. 26 июня 1981[…], Неаполь) — итальянский футболист и тренер.
Младший брат Фабио Каннаваро.

## Карьера
Каннаваро дебютировал за «Наполи» в Серии A в сезоне 1998/99 в 17 лет.
В следующем сезоне он перешёл в «Парму», играя там вместе со своим братом Фабио. Он дебютировал в матче против «Лечче», выйдя на замену вместо брата.
В сезоне 2001/02 Паоло взяла в аренду «Верона», там он сыграл 25 матчей, и забил первый гол в карьере. Через год он вернулся в «Парму», где провёл большую часть времени на скамейке запасных, выходя на замену в течение 2 сезонов. В сезоне 2004/05 Паоло стал игроком основы, сыграл 24 матча и забил 4 мяча.
Вернувшись в 2006 году в свой родной клуб, Паоло вместе с ним вышел в Серию A.
На данный момент Паоло Каннаваро является рекордсменом ФК «Наполи» по числу проведённых матчей с момента выхода клуба в 2006 году из Серии B. Кроме того, Паоло после ухода летом 2009 года в «Салернитану» Франческо Монтервино стал капитаном клуба.
31 января 2014 года Каннаваро был арендован до конца сезона клубом «Сассуоло» с последующим правом выкупа.

### Международная карьера
В 2007 году Паоло вместе с братом был вызван в сборную для участия в матче против Южной Африки.

## Достижения
- Обладатель Кубка Италии: 2011/12